# Vireolanius
Vireolanius es un género de aves paseriformes perteneciente a la familia Vireonidae que agrupa a cuatro especies nativas de la América tropical (Neotrópico), donde se distribuyen desde los bosques de roble del centro de México, a través de América Central y del Sur, hasta el sur de Perú, norte de Bolivia y sur de la Amazonia brasileña. A sus miembros se les conoce por el nombre común de vireones o follajeros.

## Etimología
El nombre genérico masculino Vireolanius es una combinación de los géneros Vireo (los vireos) y Lanius (los alcaudones).

## Características
Las especies de este género son aves pequeñas, regordetas y cabezonas, midiendo alrededor de 14 cm de longitud; de colas relativamente cortas y picos robustos y terminados en gancho, similares a los vireones del género Cyclarhis; difieren en su coloración más brillante predominantemente verde. Habitan en la canopia de selvas húmedas de tierras bajas y de piedemonte. Son mucho más oídos do que vistos.

## Lista de especies
Según las clasificaciones del Congreso Ornitológico Internacional (IOC) y Clements Checklist v.2019, el género agrupa a las siguientes especies con el respectivo nombre popular de acuerdo con la Sociedad Española de Ornitología (SEO) u otro cuando referenciado:
| Imagen | Nombre científico               | Autor                       | Nombre común        | Estado de conservación |
| ------ | ------------------------------- | --------------------------- | ------------------- | ---------------------- |
|        | Vireolanius melitophrys         | Bonaparte, 1850             | vireón pechicastaño | LC                     |
|        | Vireolanius pulchellus          | P.L. Sclater & Salvin, 1859 | vireón esmeralda    | LC                     |
|        | Vireolanius eximius             | Baird, 1866                 | vireón cejiamarillo | LC                     |
|        | Vireolanius leucotis            | (Swainson, 1838)            | vireón coronigrís   | LC                     |
|        | Vireolanius (leucotis) mikettae | Hartert, 1900               | (vireón paticlaro)  | LC                     |

## Taxonomía
El presente género ya fue colocado en el pasado, en su propia familia Vireolaniidae, o, alternativamente en una subfamilia Vireolaniinae, pero esta inclusión fue contestada por los primeros datos genéticos; estudios recientes más amplios, como por último Slager et al., 2014 son incapaces de resolver conclusivamente la topología de los ramos más antiguos.
En el pasado, las especies V. leucotis, V. eximius y V. pulchellus fueron colocadas por algunos autores en un género separado Smaragdolanius, pero las clasificaciones recientes lo integran en el presente.
Ridgely & Greenfield (2001) sugirieron que Vireolanius leucotis puede envolver más de una especie, lo que fue confirmado por los datos géneticos de Slager et al. (2014), que encontraron que V. leucotis como definido actualmente es parafilético con respecto a V. pulchellus y V. eximius. Las clasificaciones Birdlife International y Aves del Mundo tratan a la subespecie trasandina  V. leucotis mikettae como especie separada, con base en las patas de color amarillo o rosado y diferencias de vocalización.